# Jüdischer Friedhof (Lassan)

Jüdischer Friedhof in Lassan 1880 – unten halblinks – Signatur Begr.Pl.

Der Jüdische Friedhof Lassan war ein jüdischer Friedhof in Lassan im Landkreis Vorpommern-Greifswald in Mecklenburg-Vorpommern.

## Beschreibung
Der Friedhof liegt südwestlich von Lassan. Von der Straße in Richtung Anklam zweigt nach links ein Feldweg ab, der sich gabelt. Der rechte Teil der Weggabelung führt zum Friedhof, der sich rechts von diesem Weg befindet. Nach der Karte MTB 1880 zu urteilen, hatte er eine Fläche von ca. 400 bis 500 m².
Jüdische Friedhöfe wurden in den amtlichen Karten als Begräbnisplatz bezeichnet und mit einem L statt einem † signiert. Meistens wurden sie weiter außerhalb der Städte oder Gemeinden angelegt, überwiegend an den Scheunenvierteln oder ähnlichen abgelegenen Orten. In Lassan befand sich der Friedhof am Feldweg nach Jamitzow auf freiem Feld im Windmühlengebiet.

## Geschichte
Über die Geschichte des jüdischen Friedhofes ist wenig bekannt. 1865 berichtet Berghaus, dass in Lassan von 2594 Einwohnern 7 jüdische Bürger dort wohnten. Er wurde vor 1880 errichtet, da er im Messtischblatt (MTB) von 1880 bereits erfasst war. Der Friedhof wurde in der NS-Zeit oder danach zerstört und abgeräumt. Da er nicht eingezäunt und von Ackerflächen umgeben war, verlor er von 1965 bis 1980 durch Abackerung ständig an Größe. Jahrelange Bemühungen beim Rat der Stadt, den Friedhof zu einer Gedenkstätte zu erklären und zu sichern, blieben erfolglos. Grabsteine sind nicht mehr vorhanden. Um 1990 wurde der Friedhof als Weidekoppel benutzt. Es ist heute eine kleine Wiese mit einer kleinen Baumgruppe.